# Loche (limace)
Pour les articles homonymes, voir Loche.
Taxons concernés
- Familles concernées :
  - Arionidae
  - Limacidae
- Genres concernés :
  - Arion
  - Deroceras
  - Limax
- Espèces : voir textemodifier

Le terme Loche est un nom vernaculaire donné à certaines espèces de limaces de grande taille, c'est-à-dire dépassant 10 cm de longueur, et qui ont la capacité de se contracter en demi-sphère lorsqu’elles se sentent menacées.
Dans certaines provinces ce nom est donné à toutes les limaces notamment en poitevin, et saintongeais.

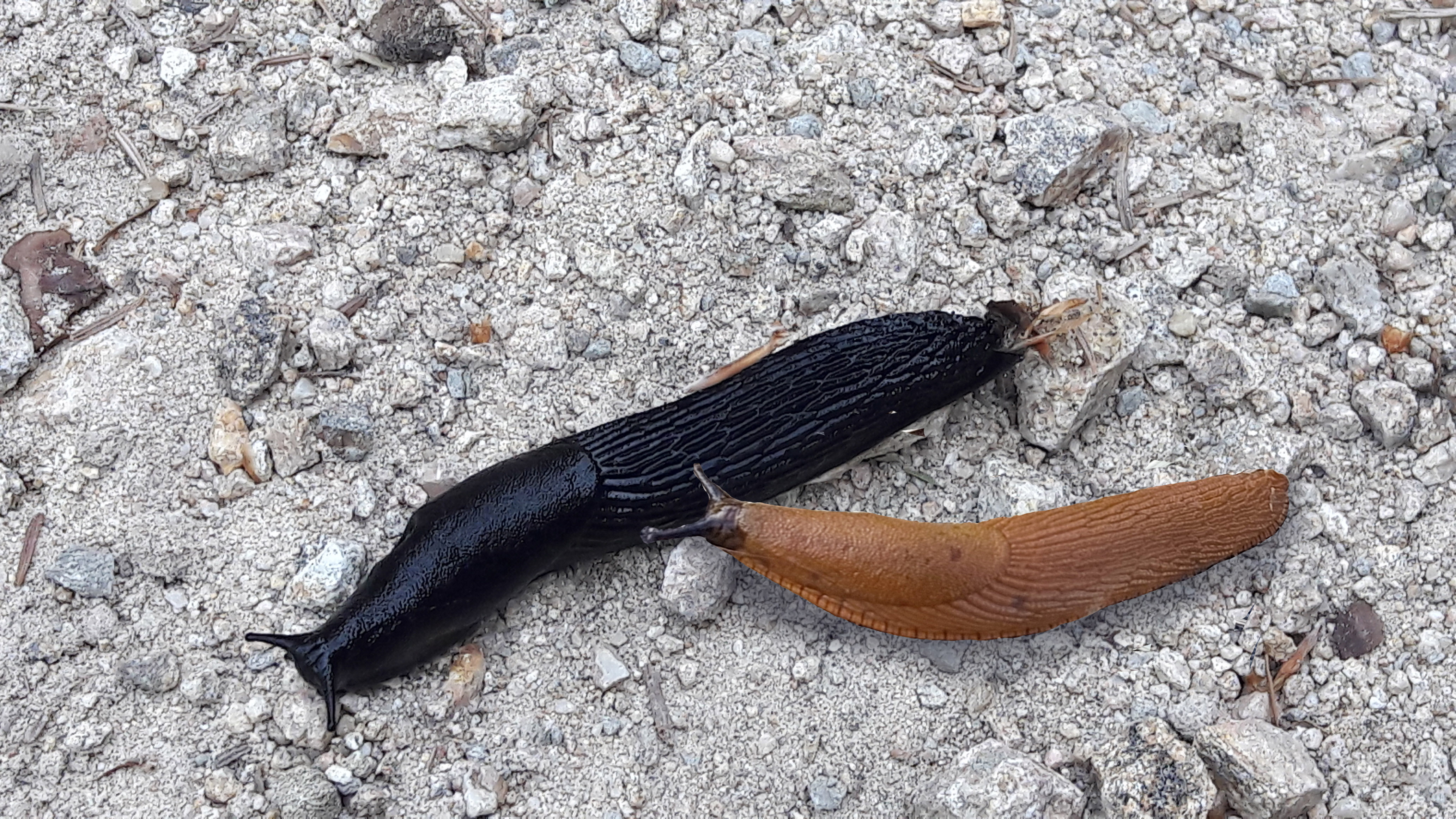
Une Loche noire (Arion ater) et une Loche rouge (A. rufus).

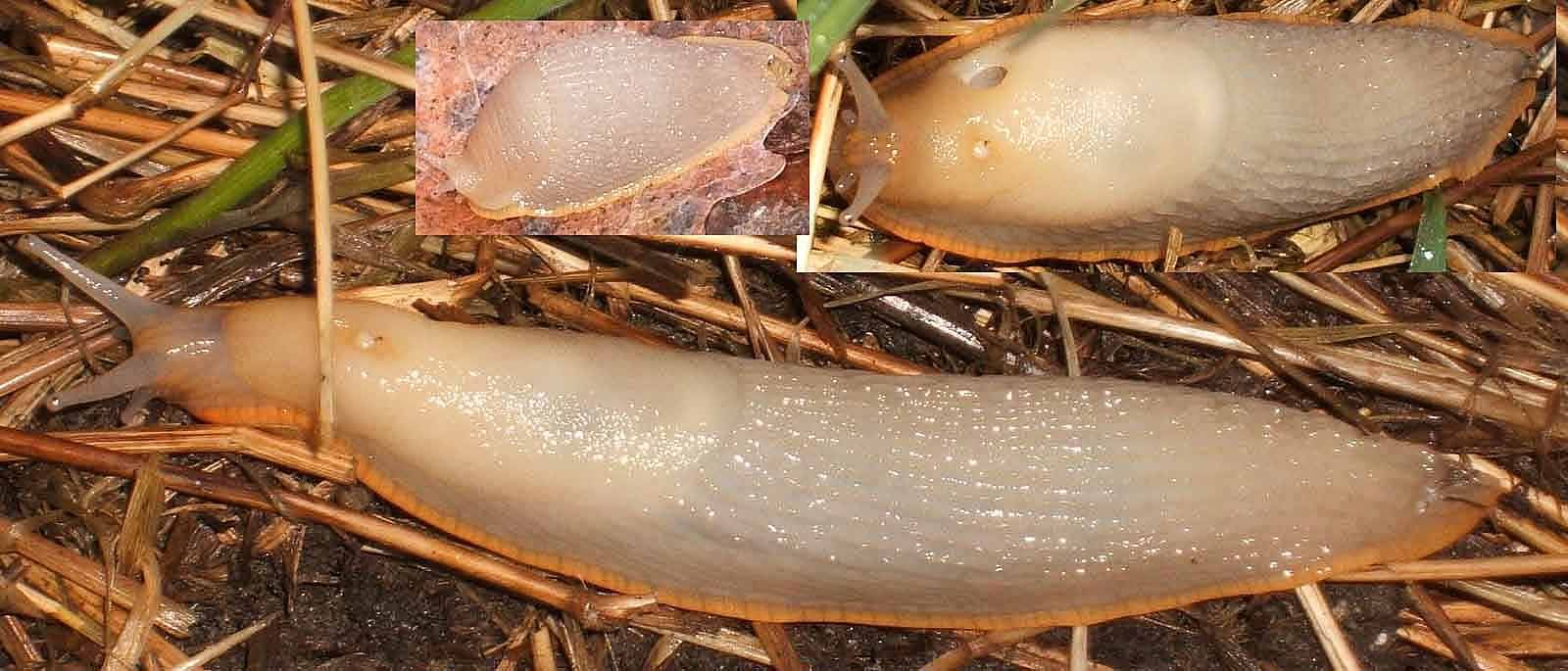
Différents stades de contraction d'une loche (ici Arion ater).

## Liste des limaces appelées «loche»
- Loche ou Grande loche grise - Limax maximus
- Loche laiteuse, limace réticulée ou petite limace grise - Deroceras reticulatum
- Loche blanche ou limace agreste - Deroceras agreste
- Loche de Ligué - Deroceras adolphi (nl)
- Loche des Pyrénées - Deroceras altimirai (nl)
- Loche de Corse - Deroceras cazioti (nl)
- Loche provençale - Deroceras chevallieri (nl)
- Loche de Bastia - Deroceras corsicum (nl)
- Loche vagabonde - Deroceras invadens (en)
- Loche voyageuse - Deroceras klemmi (nl)
- Petite loche brune, limace des marais ou limace brune - Deroceras laeve (en)
- Loche catalane - Deroceras levisarcobelum (nl)
- Loche mélanocéphale - Deroceras rodnae (en)
- Loche sarde - Deroceras sardum (nl)
- Loche orientale - Deroceras sturanyi (en)
- Loche basque - Deroceras vascoanum (en)
- Loche méridionale - Arion lusitanicus
- Loche noire ou grande limace noire - Arion ater
- Loche rouge - Arion rufus
- Loche roussâtre - Arion subfuscus

## Identification

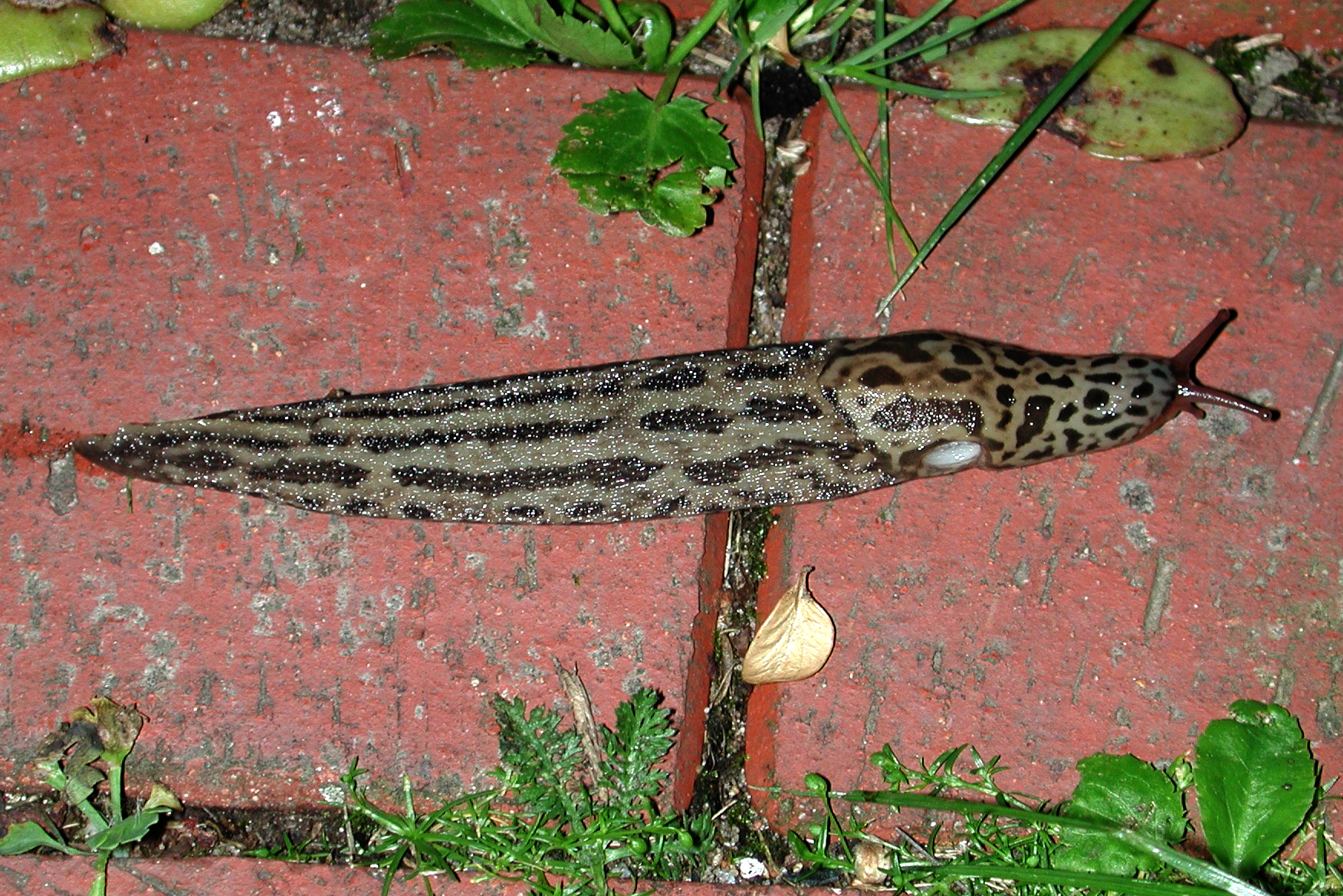
Grande loche grise
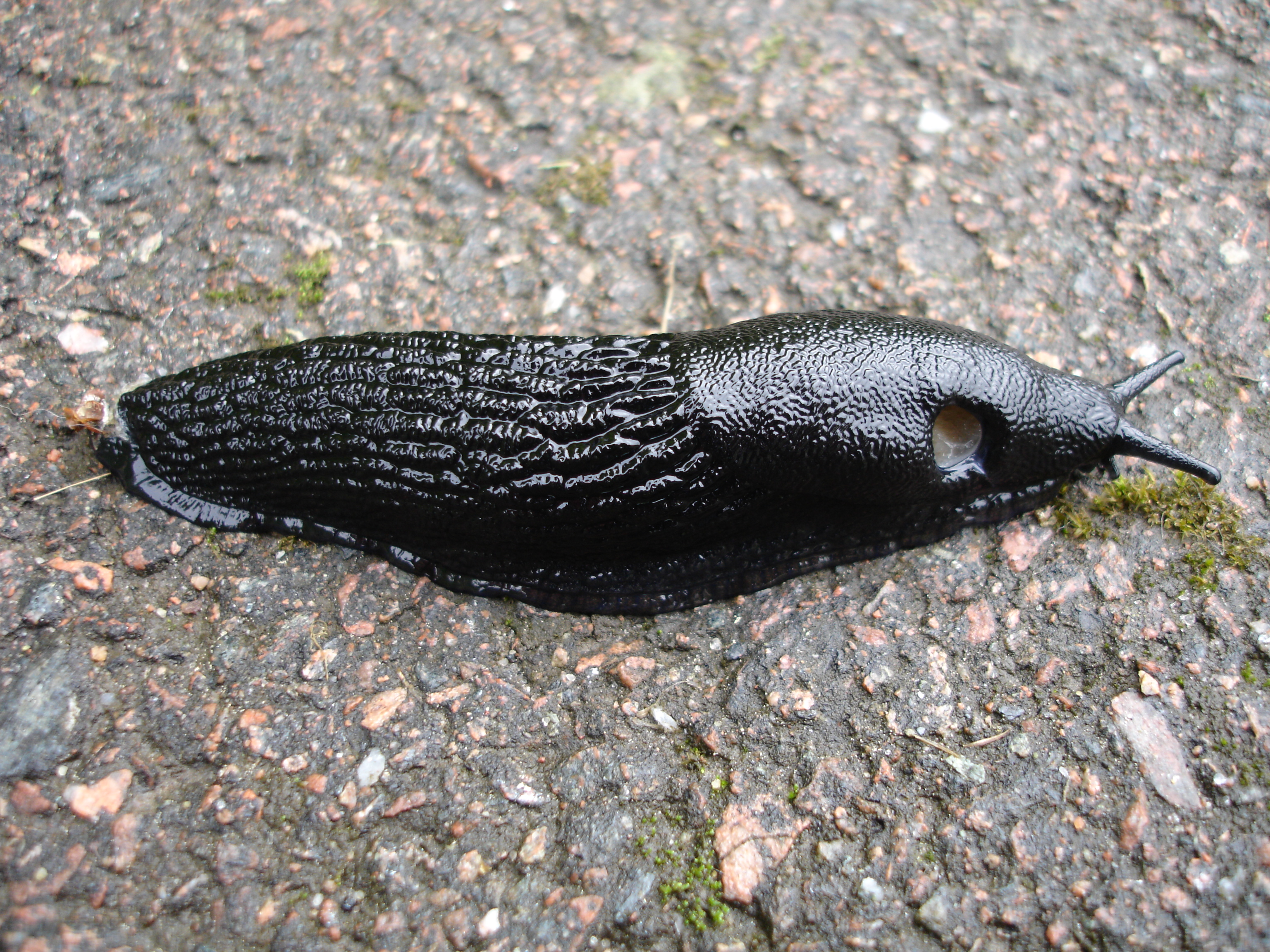
Loche noire
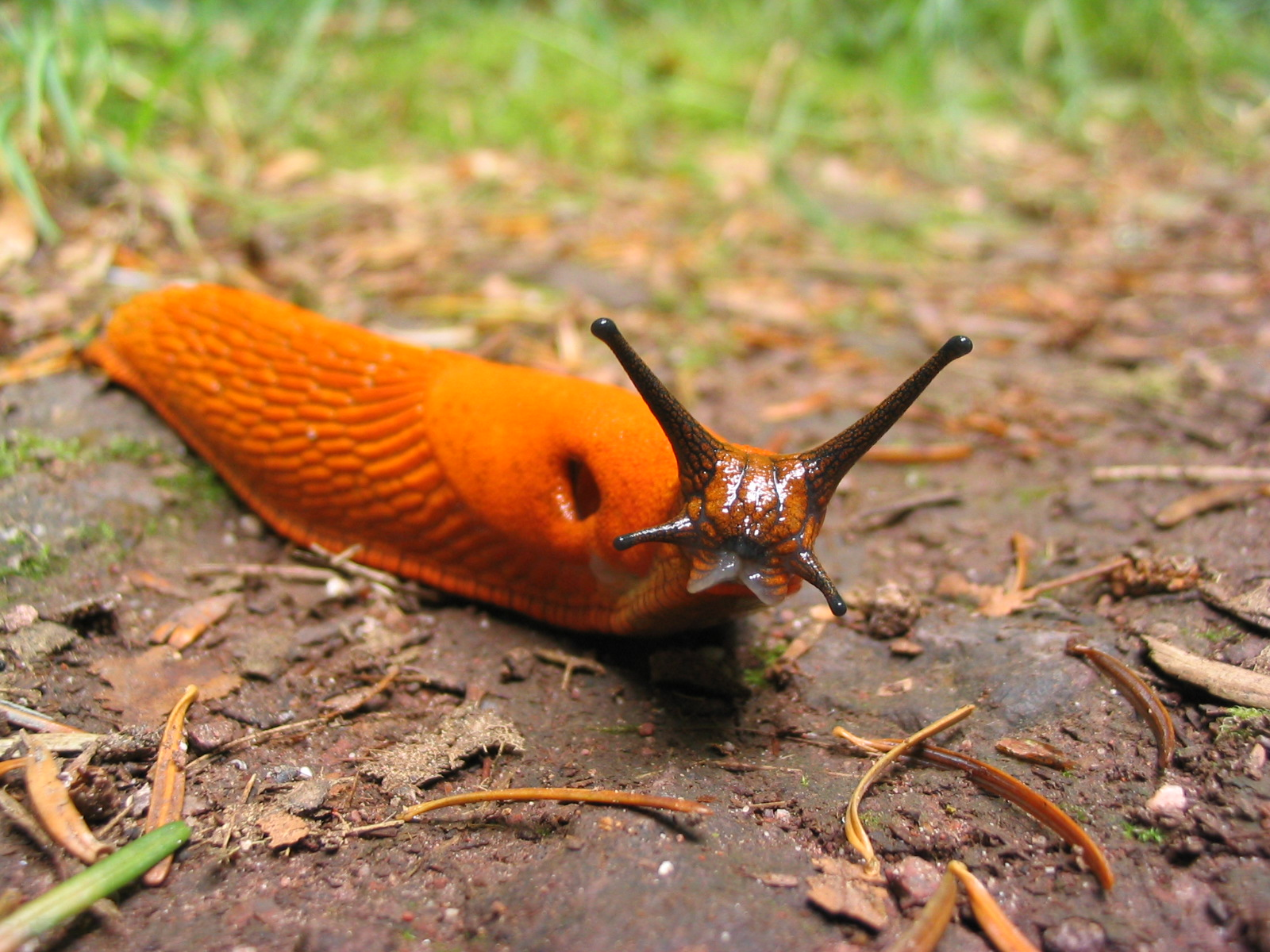
Loche rouge

Attention, les espèces Arion ater et Arion rufus peuvent avoir des couleurs différentes allant du noir au brun ou du brun au rouge, ou même virer au blanchâtre, selon les individus.